# 1735
1735 (MDCCXXXV) je bilo navadno leto, ki se je po gregorijanskem koledarju začelo na soboto, po 11 dni počasnejšem julijanskem koledarju pa na sredo.

## Dogodki
- Carl Linnaeus objavi delo Systema Naturae
- začne se rusko-turška vojna (1735–1739)

## Rojstva
- 13. april – Marko Pohlin, slovenski pisatelj, jezikoslovec († 1801)
- 22. junij – John Millar, škotski pravnik, zgodovinar in filozof († 1801)
- 23. junij – Jean Baptiste René Robinet, francoski naravoslovec, filozof in enciklopedist († 1820)
- 5. september – Johann Christian Bach, nemški skladatelj († 1782)
- 25. oktober – James Beattie, škotski pesnik, pisatelj in razsvetljenski filozof († 1803)

## Smrti
- 25. avgust – Matija Zmajević, hrvaški pomorščak in admiral (* 1680)
- 27. avgust – Peter Browne, anglo-irski škof in teolog (* 1665)